# UFC 228
UFC 228: Woodley vs. Till（ユーエフシー・ツートゥエンティエイト：ウッドリー・バーサス・ティル）は、アメリカ合衆国の総合格闘技団体「UFC」の大会の一つ。2018年9月8日、テキサス州ダラスのアメリカン・エアラインズ・センターで開催された。

## 大会概要
本大会では、王者タイロン・ウッドリーと挑戦者ダレン・ティルによるUFC世界ウェルター級タイトルマッチが組まれた。

## 試合結果

### アーリープレリム
第1試合 フライ級 5分3R
○  ジャレッド・ブルックス vs.  ロベルト・サンチェス ×
3R終了 判定2-1（29-28、28-29、29-28）
第2試合 女子バンタム級 5分3R
○  アイリーン・アルダナ vs.  ルーシー・プディロヴァ ×
3R終了 判定2-1（29-28、28-29、29-28）
第3試合 ライト級 5分3R
○  ジム・ミラー vs.  アレックス・ホワイト ×
1R 1:29 リアネイキッドチョーク
第4試合 ウェルター級 5分3R
○  ディエゴ・サンチェス vs.  クレイグ・ホワイト ×
3R終了 判定3-0（30-27、30-27、30-27）

### プレリミナリーカード
第5試合 ミドル級 5分3R
○  ダレン・スチュワート vs.  チャールズ・バード ×
2R 2:17 TKO（右肘打ち→パウンド）
第6試合 ウェルター級 5分3R
○  ジェフ・ニール vs.  フランク・カマチョ  ×
2R 1:23 KO（左ハイキック）
第7試合 バンタム級 5分3R
○  アルジャメイン・スターリング vs.  コーディー・スタマン ×
2R 3:42 膝十字固め
第8試合 女子ストロー級 5分3R
○  タチアナ・スアレス vs.  カーラ・エスパルザ ×
3R 4:33 TKO（パウンド＆肘打ち）

### メインカード
第9試合 ウェルター級 5分3R
○  アブドゥル・ラザク・アルハッサン vs.  ニコ・プライス ×
1R 0:43 KO（左フック）
第10試合 バンタム級 5分3R
○  ジミー・リベラ vs.  ジョン・ドッドソン ×
3R終了 判定3-0（30-27、30-27、29-28）
第11試合 フェザー級 5分3R
○  ザビット・マゴメドシャリポフ vs.  ブランドン・デイビス ×
2R 3:46 膝十字固め
第12試合 女子ストロー級 5分3R
○  ジェシカ・アンドラージ vs.  カロリーナ・コバケビッチ ×
1R 1:58 KO（右フック）
第13試合 UFC世界ウェルター級タイトルマッチ 5分5R
○  タイロン・ウッドリー vs.  ダレン・ティル ×
2R 4:19 ダースチョーク
※ウッドリーが4度目の防衛に成功。

### 各賞
ファイト・オブ・ザ・ナイト： アイリーン・アルダナ vs. ルーシー・プディロヴァ
パフォーマンス・オブ・ザ・ナイト： タイロン・ウッドリー、ジェシカ・アンドラージ
各選手にはボーナスとして5万ドルが授与された。

### カード変更
負傷などによるカードの変更は以下の通り。